# Ebube Nwagbo
 (août 2024).
La mise en forme du texte ne suit pas les recommandations de Wikipédia : il faut le « wikifier ».
Les points d'amélioration suivants sont les cas les plus fréquents. Le détail des points à revoir est peut-être précisé sur la page de discussion.
- Les titres sont pré-formatés par le logiciel. Ils ne sont ni en capitales, ni en gras.
- Le texte ne doit pas être écrit en capitales (les noms de famille non plus), ni en gras, ni en italique, ni en « petit »…
- Le gras n'est utilisé que pour surligner le titre de l'article dans l'introduction, une seule fois.
- L'italique est rarement utilisé : mots en langue étrangère, titres d'œuvres, noms de bateaux, etc.
- Les citations ne sont pas en italique mais en corps de texte normal. Elles sont entourées par des guillemets français : « et ».
- Les listes à puces sont à éviter, des paragraphes rédigés étant largement préférés. Les tableaux sont à réserver à la présentation de données structurées (résultats, etc.).
- Les appels de note de bas de page (petits chiffres en exposant, introduits par l'outil «  Source ») sont à placer entre la fin de phrase et le point final[comme ça].
- Les liens internes (vers d'autres articles de Wikipédia) sont à choisir avec parcimonie. Créez des liens vers des articles approfondissant le sujet. Les termes génériques sans rapport avec le sujet sont à éviter, ainsi que les répétitions de liens vers un même terme.
- Les liens externes sont à placer uniquement dans une section « Liens externes », à la fin de l'article. Ces liens sont à choisir avec parcimonie suivant les règles définies. Si un lien sert de source à l'article, son insertion dans le texte est à faire par les notes de bas de page.
- La présentation des références doit suivre les conventions bibliographiques. Il est recommandé d'utiliser les modèles {{Ouvrage}}, {{Chapitre}}, {{Article}}, {{Lien web}} et/ou {{Bibliographie}}. Le mode d'édition visuel peut mettre en forme automatiquement les références.
- Insérer une infobox (cadre d'informations à droite) n'est pas obligatoire pour parachever la mise en page.

Pour une aide détaillée, merci de consulter Aide:Wikification.
Si vous pensez que ces points ont été résolus, vous pouvez retirer ce bandeau et améliorer la mise en forme d'un autre article.
Ebube Nwagbo est une actrice du Nigéria et  également  entrepreneure .

## Biographie

### Enfance et Education
Nwagbo est originaire d'Umuchu, une ville située dans la  zone de gouvernement local d'Aguata, dans un  État appelé Anambra, située dans la région du sud-est du Nigéria. Elle a grandi à Warri dans l'État du Delta, dans la région sud du pays. Elle est l'aînée d'une famille de six enfants. Elle a étudié la communication de masse à l'Université Nnamdi Azikiwe .

## Filmographie
Nwagbo a commencé à jouer des rôles en 2003 à l'âge de 20 ans.
- Arrested by Love
- 2003: Midnight Love as Ijeoma
- 2004 : Mama, I Will Die for You
- 2004 : Power of Trust
- 2004 : Not Yours!
- 2005 : Royal Palace
- 2008 : Ogidi
- 2008 : Before My Eyes as Demola
- 2009 : Eyes of the Nun
- Against My Blood
- 2015 : Ojuju calabar
- 2019 : Me Without You